# Justin Mengolo
Justin Junior Mengolo (Yaoundé, 1993. június 24. –) kameruni válogatott labdarúgó.

## Pályafutása

### Klubcsapatban
A kétszeres kameruni válogatott Justin Mengolo szélsőként és támadóként is bevethető. Pályafutását hazájában kezdte a Panthère du Ndé, majd a tunéziai Étoile Sportive játékosa lett, akikkel 2013-ban kupagyőzelmet ünnepelhetett. 2013 nyarán a ciprusi Omónia Lefkoszíaszhoz igazolt, a szigetországban egy év alatt megfordult még a Nea Szalamisz csapatában is, ahol kölcsönben játszott 2014 januárjától. A 2014–15-ös idényben 28 bajnoki találkozón, öt kupa- és egy ligakupa mérkőzésen játszott a kolozsvári Universitatea színeiben a román első osztályban. 2015-ben a bolgár Levszki Szofija csapatában hét bajnokin kapott lehetőséget, majd 2017 januárjában a Debreceni VSC szerződtette négy évre.
A debreceni csapatnál eltöltött idő alatt többször is hátráltatták sérülések. Két idény alatt huszonnégy bajnokin és három kupatalálkozón lépett pályára, öt gólt szerzett. 2018 júniusában közös megegyezéssel felbontották a szerződését.

### A válogatottban
2015 júniusában két mérkőzésen lépett pályára a kameruni válogatottban.

## Statisztika

### Klub
2018. április 18-án frissítve.
|                          |                |                                  |               |           |               |               |               |          |                 |                 |               |       |               |          |
| Klub                     | Szezon         | Bajnokság                        | Bajnokság     | Bajnokság | Országos kupa | Országos kupa | Ligakupa      | Ligakupa | Nemzetközi kupa | Nemzetközi kupa | Egyéb         | Egyéb | Összesen      | Összesen |
| Klub                     | Szezon         | Bajnokság                        | Pályára lépés | Gól       | Pályára lépés | Gól           | Pályára lépés | Gól      | Pályára lépés   | Gól             | Pályára lépés | Gól   | Pályára lépés | Gól      |
| Étoile du Sahel          | 2012–13        | Tunisian Ligue Professionnelle 1 | 15            | 1         | —             | —             | —             | —        | 4               | 0               | 0             | 0     | 19            | 1        |
| Étoile du Sahel          | Összesen       | Összesen                         | 15            | 1         | 0             | 0             | 0             | 0        | 4               | 0               | 0             | 0     | 19            | 1        |
| ASZ Omónia Lefkoszíasz   | [2013–14       | Ciprusi bajnokság                | 4             | 0         | 3             | 0             | —             | —        | —               | —               | 0             | 0     | 7             | 0        |
| ASZ Omónia Lefkoszíasz   | Összesen       | Összesen                         | 4             | 0         | 3             | 0             | 0             | 0        | 0               | 0               | 0             | 0     | 7             | 0        |
| Néa Szalamína Ammohósztu | 2013–14        | Ciprusi bajnokság                | 13            | 5         | 0             | 0             | —             | —        | —               | —               | 0             | 0     | 13            | 5        |
| Néa Szalamína Ammohósztu | Összesen       | Összesen                         | 13            | 5         | 0             | 0             | 0             | 0        | 0               | 0               | 0             | 0     | 13            | 5        |
| Universitatea Cluj       | 2014–15        | Liga I                           | 28            | 5         | 5             | 0             | 1             | 0        | —               | —               | 0             | 0     | 34            | 5        |
| Universitatea Cluj       | Összesen       | Összesen                         | 28            | 5         | 5             | 0             | 1             | 0        | 0               | 0               | 0             | 0     | 34            | 5        |
| Levszki Szofija          | 2015–16        | A Group                          | 7             | 0         | 0             | 0             | —             | —        | 0               | 0               | 0             | 0     | 7             | 0        |
| Levszki Szofija          | Összesen       | Összesen                         | 7             | 0         | 0             | 0             | 0             | 0        | 0               | 0               | 0             | 0     | 7             | 0        |
| Debreceni VSC            | 2016–17        | Nemzeti Bajnokság I              | 5             | 0         | 0             | 0             | —             | —        | —               | —               | 0             | 0     | 5             | 0        |
| Debreceni VSC            | 2017–18        | Nemzeti Bajnokság I              | 18            | 4         | 2             | 1             | —             | —        | —               | —               | 0             | 0     | 20            | 5        |
| Debreceni VSC            | Összesen       | Összesen                         | 24            | 4         | 2             | 1             | 0             | 0        | 0               | 0               | 0             | 0     | 26            | 6        |
| Karrier összes           | Karrier összes | Karrier összes                   | 96            | 15        | 10            | 1             | 1             | 0        | 4               | 0               | 0             | 0     | 111           | 17       |

## Mérkőzései a kameruni válogatottban
| #  | Dátum           | Ellenfél     | Eredmény | Kiírás              | Esemény |
| -- | --------------- | ------------ | -------- | ------------------- | ------- |
| 1. | 2015. június 6. | Burkina Faso | 3 – 2    | barátságos mérkőzés | 66'     |
| 2. | 2015. június 9. | Kongói DK    | 1 – 1    | barátságos mérkőzés | 46'     |

## Sikerei, díjai
Étoile Sportive du Sahel:
- Tunéziai labdarúgó-bajnokság bronzérmes: 2012–13
- Tunéziai labdarúgókupa győztes: 2011–12

PFK Levszki Szofija:
- Bolgár labdarúgó-bajnokság ezüstérmes: 2015–16

## Fordítás
- Ez a szócikk részben vagy egészben  a   Justin Mengolo című angol Wikipédia-szócikk fordításán alapul.  Az eredeti cikk szerkesztőit annak laptörténete sorolja fel. Ez a jelzés csupán a megfogalmazás eredetét és a szerzői jogokat jelzi, nem szolgál a cikkben szereplő információk forrásmegjelöléseként.